# 天鹅座ι¹
天鵝座ι，又名BD+52 2434，HD 183534、SAO 31673、HR 7408，是天鵝座的一颗恒星，视星等为5.75，位于銀經84.02，銀緯16.01，其B1900.0坐标为赤經19h 24m 59s，赤緯+52° 16.01′ 0″。